# Brenda Song
Brenda Song (Carmichael (Californië), 27 maart 1988) is een Amerikaans actrice.
Song speelt in veel Disney Original Movies en Disney Original Series. In 2005 kreeg ze een vaste rol in The Suite Life of Zack and Cody en speelde een jaar lang in Phil of the Future. In 2006 had ze een hoofdrol in de Disneyfilm Wendy Wu: Homecoming Warrior. Ook speelde ze in de Disney Original Movies The Ultimate Christmas Present (2000), Get a Clue (2002) en Stuck in the Suburbs (2004).
Song was ook in veel televisieseries te zien, waaronder 100 Deeds for Eddie McDowd, Once and Again, Popular, 7th Heaven, ER, Judging Amy, The Bernie Mac Show, George Lopez, That's So Raven en One on One. Ze had ook figurantenrolletjes in enkele afleveringen van onder andere Strong Medicine, Charmed, Gilmore Girls, One Tree Hill, en Will & Grace.

## Levensloop
Brenda is geboren in Californië, ze had een Hmong vader en een Thaise moeder die geadopteerd is door een Hmong familie. Haar grootouders waren van een Xiong-clan maar ze hebben hun achternaam in Song veranderd toen ze naar de VS emigreerden.
Brenda verhuisde naar LA om te beginnen als actrice. Ze wilde als kind ballet gaan doen, maar ze heeft taekwondo gedaan. Ze kreeg thuis les en op haar 16de behaalde ze haar middelbareschooldiploma. Ze verloofde zich in oktober 2011 met zanger Trace Cyrus.  Maar in juni 2012 maakte het koppel al bekend de relatie enkele maanden daarvoor verbroken te hebben. Vervolgens hadden de twee nog een aantal jaar een knipperlichtrelatie.
Sinds 2017 is Song samen met Home Alonester Macaulay Culkin die ze leerde kennen op de set van de film Changeland. In het voorjaar van 2021 kreeg het stel een zoon, Dakota Song Culkin. In januari 2022 werd bekend dat Song en Culkin zich verloofd hebben. In december 2022 kregen ze een tweede zoon.

## Actrice

### Films
| Jaar | Titel                                                | Rol                   | Opmerkingen       |
| ---- | ---------------------------------------------------- | --------------------- | ----------------- |
| 1995 | Requiem                                              | Young Fong            |                   |
| 1996 | Santa with Muscles                                   | Susan                 |                   |
| 1997 | Leave It to Beaver                                   | Susan Acustis         |                   |
| 1999 | The White Fox                                        | N/A                   |                   |
| 2000 | The Ultimate Christmas Present                       | Samantha Kwan         |                   |
| 2002 | Like Mike                                            | Reg Stevens           | Hoofdrol          |
| 2002 | Get a Clue                                           | Jennifer              |                   |
| 2004 | Stuck in the Suburbs                                 | Natasha Kwon-Schwartz | Hoofdrol          |
| 2004 | A Cinderella Story                                   | Kelly Anderson        |                   |
| 2004 | Costume Party Capers: The Incredibles                | Alex (Stem)           |                   |
| 2006 | Wendy Wu: Homecoming Warrior                         | Wendy Wu              | Hoofdrol/Producer |
| 2006 | Holidaze: The Christmas That Almost Didn't Happen    | Treat                 | Stem              |
| 2007 | American Darlings                                    | Marissa               | Nooit uitgekomen  |
| 2008 | Special Delivery                                     | Alice Vanlen          |                   |
| 2008 | College Road Trip                                    | Nancy                 |                   |
| 2008 | Macy's Presents Little Spirit: Christmas in New York | Paige                 |                   |
| 2010 | Boogie Town                                          | Natalie               | Hoofdrol          |
| 2010 | The Social Network                                   | Christy Lee           |                   |
| 2011 | The Suite Life Movie                                 | London Tipton         | Hoofdrol          |
| 2019 | Secret Obsession                                     | Jennifer Williams     | Hoofdrol          |

### Televisie
| Jaar        | Titel                         | Rol                           | Opmerkingen                                         |
| ----------- | ----------------------------- | ----------------------------- | --------------------------------------------------- |
| 1994 1995   | Thunder Alley                 | Kathy                         | Vijf afleveringen                                   |
| 1996        | Small Talk                    | Panelist                      | Twee afleveringen                                   |
| 1999        | Mad TV                        | Trick-or-Treater              | Cameo                                               |
| 2000        | Once and Again                | Chrissy                       |                                                     |
| 2000        | 7th Heaven                    | Cynthia                       |                                                     |
| 2001        | ER                            | Lynda An                      | Eén aflevering                                      |
| 2001        | Judging Amy                   | Vanessa Pran                  |                                                     |
| 2001        | Bette                         | Stacey                        |                                                     |
| 2001        | Popular                       | Mandy Shepherd                |                                                     |
| 2002        | The Bernie Mac Show           | Shannon                       | Young Artist Award-nominatie                        |
| 2002        | George Lopez                  | Jennifer                      |                                                     |
| 2002        | The Brothers García           | Jenny                         |                                                     |
| 2002        | For the People                | onbekend                      |                                                     |
| 2003        | That's So Raven               | Amber                         |                                                     |
| 2003        | One on One                    | Asanti                        |                                                     |
| 2005 - 2008 | The Suite Life of Zack & Cody | London Tipton                 | Vaste rol, 85 afleveringen                          |
| 2006        | That's So Raven               | Amber                         |                                                     |
| 2006        | Hannah Montana                | London Tipton                 | Aflevering "That's So Suite Life of Hannah Montana" |
| 2006        | American Dragon: Jake Long    | Cheerleader Tracey            |                                                     |
| 2008 - 2011 | The Suite Life on Deck        | London Tipton                 | Vaste rol                                           |
| 2013        | New Girl                      | Daisy                         | Aflevering "Cooler" "Parking Spot" en "Jacooz"      |
| 2013        | While we cry                  | Laila                         | Aflevering "Santa Special"                          |
| 2017        | Superstore                    | Kristen (Pleeg dochter Glenn) | Aflevering ''Glenns Kinderen''                      |

### Video games
| Jaar | Titel      | Rol        | Opmerkingen            |
| ---- | ---------- | ---------- | ---------------------- |
| 2022 | The Quarry | Kaitlyn Ka | Stem en motion capture |

- Bibliothèque nationale de France: cb15781658x (data)
- Gemeinsame Normdatei: 1280668946
- International Standard Name Identifier: 0000 0001 1448 3961
- Library of Congress Control Number: no2005094591
- MusicBrainz: a5375dac-6ec1-4d18-b66f-72969ae4534e
- Nationale Bibliotheek van Israël: 987007400497605171
- Virtual International Authority File: 76056232
- WorldCat: E39PBJdCr9pDCQB4jh9HXJMF8C